# Reza Konink
Reza Konink (29 april 2007) is een Nederlands voetbalster die uitkomt voor PEC Zwolle in de Vrouwen Eredivisie.

## Carrièrestatistieken
| Seizoen                         | Club            | Land            | Competitie         | Competitie | Competitie | Beker | Beker | Internationaal | Internationaal | Overig | Overig | Totaal | Totaal |
| Seizoen                         | Club            | Land            | Competitie         | Wed.       | Dlp.       | Wed.  | Dlp.  | Wed.           | Dlp.           | Wed.   | Dlp.   | Wed.   | Dlp.   |
| ------------------------------- | --------------- | --------------- | ------------------ | ---------- | ---------- | ----- | ----- | -------------- | -------------- | ------ | ------ | ------ | ------ |
| 2024/25                         | PEC Zwolle      | Nederland       | Vrouwen Eredivisie | 1          | 0          | 0     | 0     | –              | –              | 0      | 0      | 1      | 0      |
| Carrière totaal                 | Carrière totaal | Carrière totaal | Carrière totaal    | 1          | 0          | 0     | 0     | 0              | 0              | 0      | 0      | 1      | 0      |
| Bijgewerkt tot 22 december 2024 |                 |                 |                    |            |            |       |       |                |                |        |        |        |        |

## Interlandcarrière

### Nederland onder 17
Op 4 oktober 2023 debuteerde Konink bij het Nederland –17 in een vriendschappelijke wedstrijd tegen België –17 (6–0).
| Interlands van Reza Konink   | Interlands van Reza Konink   | Interlands van Reza Konink   | Interlands van Reza Konink   | Interlands van Reza Konink   | Interlands van Reza Konink   |
| №                            | Datum                        | Wedstrijd                    | Uitslag                      | Soort wedstrijd              | Doelpunten                   |
| Als speelster bij PEC Zwolle | Als speelster bij PEC Zwolle | Als speelster bij PEC Zwolle | Als speelster bij PEC Zwolle | Als speelster bij PEC Zwolle | Als speelster bij PEC Zwolle |
| ---------------------------- | ---------------------------- | ---------------------------- | ---------------------------- | ---------------------------- | ---------------------------- |
| 1.                           | 4 oktober 2023               | Nederland – België           | 6 – 0                        | Vriendschappelijk            | 0                            |
| 2.                           | 12 oktober 2023              | Finland – Nederland          | 1 – 0                        | Kwalificatie EK 2024 –17     | 0                            |
| 3.                           | 15 oktober 2023              | Nederland – Bulgarije        | 6 – 2                        | Kwalificatie EK 2024 –17     | 0                            |
| 4.                           | 22 november 2023             | Nederland – Frankrijk        | 1 – 4                        | Vriendschappelijk            | 0                            |
| 5.                           | 3 februari 2024              | Engeland – Nederland         | 3 – 1                        | Vriendschappelijk            | 0                            |
| 6.                           | 14 maart 2024                | Oekraïne – Nederland         | 0 – 4                        | Kwalificatie EK 2024 –17     | 0                            |
| 7.                           | 17 maart 2024                | Nederland – Turkije          | 6 – 1                        | Kwalificatie EK 2024 –17     | 0                            |
| 8.                           | 20 maart 2024                | Nederland – Spanje           | 1 – 3                        | Kwalificatie EK 2024 –17     | 0                            |